# Praha-Podbaba (železniční zastávka)

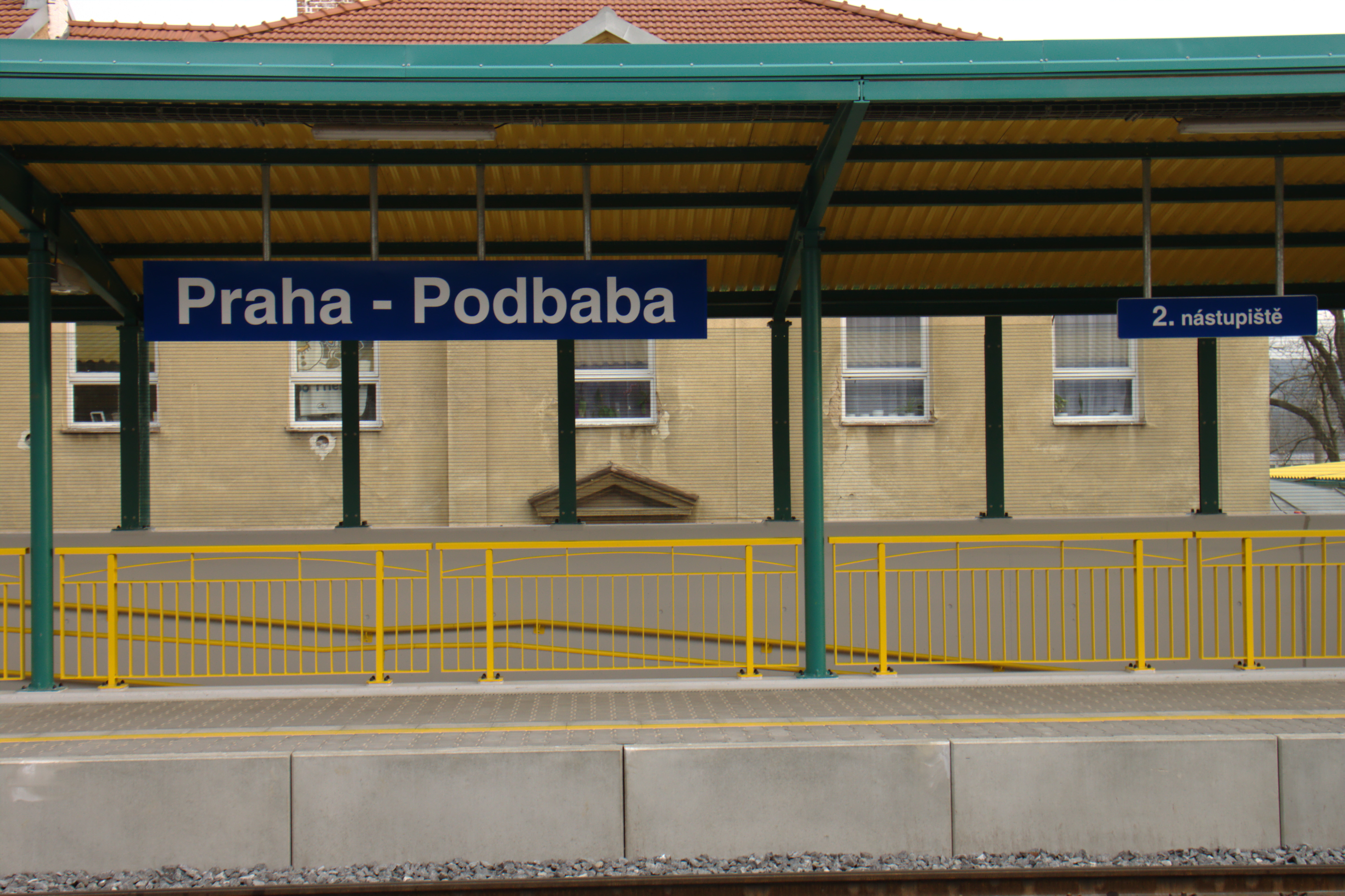
Nástupiště

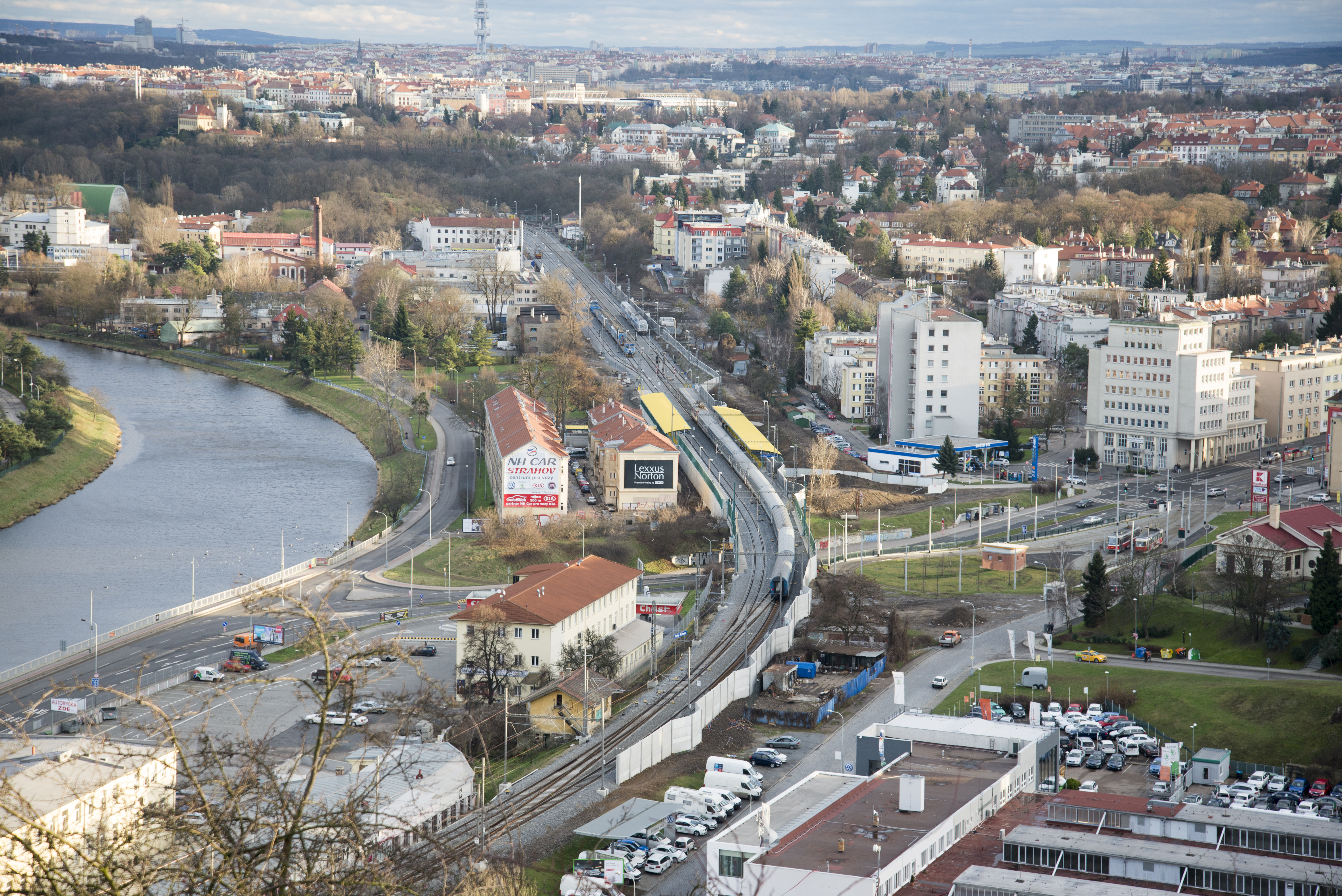
Pohled na zastávku ze zříceniny Baba

Praha-Podbaba je železniční zastávka zprovozněná roku 2014, která se nachází v Bubenči v Praze na železniční trati z Prahy do Děčína a je pojmenovaná podle lokality Podbaba. Zastávka se nachází v obvodu výhybny Praha-Bubeneč. Zastavují zde osobní vlaky i některé rychlíky a je součástí přestupního uzlu, v němž na ni navazují tramvaje a městské i příměstské autobusy PID.

## Historie
V letech 1867–1949 byla v provozu původní zastávka Podbaba, později přejmenovaná na Praha-Podbaba, umístěná severněji na téže trati, poblíž ústí Šáreckého potoka do Vltavy.
Tramvajová trať z Vítězného náměstí byla v letech 2010–2011 prodloužena do nové tramvajové smyčky Podbaba, do blízkosti železniční trati.
Popisovaná zastávka, vybudovaná poblíž této smyčky, byla uvedena do provozu 29. srpna 2014. Současně s jejím otevřením bylo zrušeno zastavování osobních vlaků ve stanici Praha-Bubeneč, kde byla po Masarykově nádraží druhá nejstarší pražská nádražní budova sloužící svému původnímu účelu. Stanice byla změněna na výhybnu a tramvajové i autobusové zastávky Podbaba byly přejmenovány na nový název Nádraží Podbaba.

## Stavební uspořádání
Na dvojkolejné trati jsou umístěna dvě zastřešená boční nástupiště, která jsou vybavena elektronickými nástupištními ukazateli aktuálních odjezdů vlaků. V rámci výstavby zastávky byl vybudován nový podchod pod železniční tratí směrem k Papírenské ulici, který zároveň slouží pro přístup k oběma nástupištím, a zanikl bývalý podchod, který vedl pod severozápadním koncem nynější zastávky. Podchod je vybaven schodišti i bezbariérovými rampami.

## Provoz
V zastávce zastavují
- osobní vlaky na lince Esko Praha S4/U4 (Praha – Ústí nad Labem)
- osobní vlaky na lince Esko Praha S49 (Praha-Hostivař – Roztoky u Prahy)
- rychlíky na lince Praha – Děčín (R20, v minulosti "R4" v systému číslování Esko).
- rychlíky na lince Praha – Kralupy nad Vltavou R44.

Rychlíky neintegrované do PID ani mezinárodní expresy ve směru na Drážďany a zpět zde nezastavují.

## Přestupní vazby
U železniční zastávky zastavují na Podbabské ulici tramvaje a městské i příměstské autobusy PID. Ve směru do centra, k Vítěznému náměstí, je zastávka sdružená, ve směru na Šárecké údolí, Lysolaje, Suchdol a Roztoky je autobusová zastávka samostatná, umístěná až za odbočením tramvajové trati do smyčky.
Praha zde také plánovala postavit lanovku do čtvrti Bohnice.